# Eugenia lancetillae
Eugenia lancetillae là một loài thực vật thuộc họ Myrtaceae. Đây là loài đặc hữu của Honduras.